# Челеби Синан бей мост
Челеби Синан бей мост (на гръцки: Γέφυρα του Σινάν Μπέη) или Карахмедовият мост (Γεφύρι Καραχμέτ(η) или Барбутският мост (Γεφύρι Της Μπαρμπούτας) е средновековен мост в южномакедонския град Бер (Верия), Гърция. Мостът е разположен над река Трипотамос, на улица „Евреи Мартирес“. Построен е в 1585/1586 г. Споменат е в пътеписа на Евлия Челеби от XVII век:
| „ | Декоративният мост е подсилен в 994 (1585/1586) година... Архитектът на моста е използвал цялата си творческа мощ... За окото може да изглежда малък, но е голям като Мостарския мост в Хесек и те си приличат. Прилича на дъга висока четиридесет фатома. Той е наистина красиво произведение на изкуството, което си заслужава да се види. | “ |

Конструкцията на моста е реставрирана и са добавени метални парапети.